# Казалеоне
Казалео̀не (на италиански: Casaleone; на венециански: Casaleon, Касалеон) е градче и община в Северна Италия, провинция Верона, регион Венето. Разположено е на 16 m надморска височина. Населението на общината е 5806 души (към 2015 г.).